# Maria Schrader
Pour les articles homonymes, voir Schrader.
Maria Schrader est une actrice, réalisatrice et scénariste allemande, née le 27 septembre 1965 à Hanovre (Basse-Saxe).
Maria Schrader a remporté à plusieurs reprises le Bundesfilmpreis (Prix fédéral du cinéma). Elle a gagné le Filmband in Gold (Ruban d'or du cinéma) de Meilleure Actrice pour son rôle dans le film dramatique Aimée et Jaguar, qui lui a valu également l'Ours d'Argent au Festival International du Film de Berlin en 1999.

## Biographie
Maria Schrader est née en 1965 à Hanovre. Elle est la fille d'un peintre et d'une sculptrice. Elle a fréquenté le Matthias-Claudius-Gymnasium à Gehrden, près de Hanovre, où elle a participé pendant plusieurs années au groupe de théâtre. À quinze ans, elle a commencé sa carrière d'actrice au théâtre puis a suivi à partir de 1983 une formation au Max Reinhardt Seminar à Vienne qu'elle a abandonnée après deux ans.
Durant la saison 1982/83, elle a été membre du théâtre national de Hanovre. Cela a été suivi par des apparitions à Vienne, Venise et à Bonn. En 1988, elle fait ses débuts au cinéma dans la comédie RobbyKallePaul de Dani Levy, elle figurera dans onze films de cet acteur-réalisateur avec qui elle a vécu plusieurs années. Elle connait ses premiers succès en tant qu'actrice en 1993 avec la comédie Burning life de Peter Welz et Keiner liebt mich (Personne ne m'aime) de Doris Dörrie.
En 2000, elle fait partie du jury international du 50e Festival de Berlin.
Dans Atlantide, l'empire perdu (film d'animation des studios Disney), elle assure la voix allemande de la princesse Kidagakash de l'Atlantique.
Elle a dirigé pour la première fois en 2005 l'adaptation cinématographique du best-seller Liebesleben de Zeruya Shalev. Le film, Vie amoureuse (de), dont elle a écrit le scénario avec Laila Stieler, est sorti en novembre 2007 dans les cinémas allemands.
En 2016 sort le film Stefan Zweig, Adieu l'Europe (Vor der Morgenröte) qu'elle coécrit avec Jam Schomburg et réalisé, dans lequel elle décrit en six scènes les dernières années du célèbre écrivain autrichien, en exil en Amérique, de 1936 à 1942.
En 2018 elle est membre du jury du 9e Festival Séries Mania.
En 2019, elle réalise pour Netflix Unorthodox, une mini-série originale en quatre parties  en yiddish et en anglais basé sur un roman de Deborah Feldman, racontant l'histoire d'une jeune femme juive ultra-orthodoxe à New York fuyant la communauté hassidique.
En 2025, elle fait partie du jury international du 75e Festival de Berlin, soit 25 ans après sa première participation. 

### Vie privée
Elle vit à Berlin et elle a une fille née en 1998 d'une relation avec Rainer Kaufmann.

## Filmographie

### Actrice

#### Cinéma
- 1988 : Goldjunge de Sven Severin : Dolores
- 1989 : Robby, Kalle et Paul (RobbyKallePaul) de Dani Levy : Malu
- 1992 : I Was on Mars de Dani Levy : Silva
- 1993 : Ohne mich de Dani Levy (court métrage)
- 1993 : Je m'appelle Victor de Guy Jacques : Yvette
- 1994 : Keiner liebt mich de Doris Dörrie : Fanny Fink
- 1994 : La Poursuite infernale (Burning Life) de Peter Welz : Anna Breuel
- 1994 : Einer meiner ältesten Freunde de Rainer Kaufmann : Marion
- 1995 : Halbe Welt de Florian Flicker : Sunny
- 1995 : Stille Nacht de Dani Levy : Julia
- 1995 : Flirt (en) d'Hal Hartley : la femme au bar
- 1997 : Der Unfisch de Robert Dornhelm : Sophie Moor
- 1998 : La Girafe (Meschugge) de Dani Levy : Lena Katz
- 1998 : ¿Bin ich schön? de Doris Dörrie ; elke
- 1999 : Aimée et Jaguar de Max Färberböck :  Felice Schragenheim (Jaguar)
- 1999 : Un amour de vache (Die Hochzeitskuh) de Tomi Streiff : la concierge de l'hôtel de luxe
- 2000 : Josephine de Rajko Grlic : Al
- 2001 : Ausflug de Rainer Kaufmann : l'enseignante
- 2001 : Émile et les Détectives (Emil und die Detektive) de Franziska Buch : Pasteur Hummel
- 2001 : Viktor Vogel, directeur artistique (Viktor Vogel - Commercial Man) de Lars Kraume : Johanna von Schulenberg
- 2001 : Atlantide, l'empire perdu (film d'animation, voix originale)
- 2002 : Le Père (Väter) de Dani Levy : Melanie Krieger
- 2003 : Rosenstrasse de Margarethe von Trotta : Hannah Weinstein
- 2004 : The Tulse Luper Suitcases, Part 2: Vaux to the Sea de Peter Greenaway : Félicité
- 2005 : Schneeland de Hans W. Geißendörfer : lisabeth
- 2005 : Acting de Johannes Thielmann (court-métrage) : Annabella
- 2009 : Le Club des crocodiles (Vorstadtkrokodile) de Christian Ditter : la mère de Kai
- 2010 : Les Crocodiles 2 (Vorstadtkrokodile 2) de Christian Ditter : la mère de Kai
- 2011 : Crocodiles, amis pour la vie (Vorstadtkrokodile 3) de Christian Ditter : la mère de Kai (non créditée)
- 2011 : Sous la ville (W ciemności) d'Agnieszka Holland : Paulina Chiger
- 2013 : Deux sœurs (Schwestern) d'Anne Wild : Saskia Kerkhoff
- 2014 : Vergiss mein Ich de Jan Schomburg : Lena
- 2021 :

Ich bin dein Mensch de Maria Schrader : I'm Your Man (film)

#### Télévision

##### Téléfilms
- 1993 : Magic Müller de Thomas Bohn : Petra
- 1995 : Risiko Null - Der Tod steht auf dem Speiseplan de Roland Suso Richter : Ute Böning
- 1996 : Eine Unmögliche Hochzeit de Horst Johann Sczerba : la mère de Holly
- 1997 : Der Kindermord de Bernd Böhlich : Katrin Menzel
- 2002 : Operation Rubikon de Thomas Berger : Sophie Wolf
- 2002 : Die Nibelungen de Dieter Wedel : Kriemhild
- 2007 : Auf dem Vulkan de Claudia Garde : Eva Jung
- 2008 : Patchwork de Franziska Buch : Xenia Napolitano-Freitag
- 2009 : Die Seele eines Mörders de Peter Keglevic : Orli Schochan
- 2012 : Alleingang de Hartmut Schoen : Sonja Zuckmaier

##### Séries télévisées
- 1990 : Liebesgeschichten d'Alexander von Eschwege
- 1995 : Peter Strohm, saison 4, épisode 5 Wanderer im Watt de Kai Wessel : Leonie
- 1999 : Camino de Santiago de Robert Young : Helena Bauen
- 2008 : Tatort, épisode Borowski und das Mädchen im Moor de Claudia Garde : Iris Raven
- 2013 : Die Chefin, saison 2, épisode 3 Sperrbezirk de Filippos Tsitos : Johanna Leonhard
- 2015 : Deutschland 83 : Lenora Rauch[3]
- 2018 : Deutschland 86 : Lenora Rauch[4]
- 2018 : The City and the City (mini série) de Tom Shankland : Quissima Dhatt
- 2018 : Fortitude, saison 3, épisodes 1 à 4 : Ingemar Miklebust
- 2020 : Deutschland 89 : Lenora Rauch

### Réalisatrice
- 1998 : La Girafe (Meschugge) coréalisé avec Dani Levy
- 2007 : Vie amoureuse (de) (Liebesleben)
- 2016 : Stefan Zweig, adieu l'Europe (Vor der Morgenröte)
- 2020 : Unorthodox (mini-série)
- 2021 : I'm Your Man (Ich bin dein Mensch)
- 2022 : She Said

### Scénariste
- 1989 : Robby, Kalle et Paul (RobbyKallePaul) de Dani Levy
- 1992 : I Was on Mars de Dani Levy
- 1995 : Stille Nacht de Dani Levy
- 1998 : La Girafe (Meschugge)  d'elle-même et Dani Levy
- 2007 : Vie amoureuse (de) (Liebesleben) d'elle-même
- 2016 : Stefan Zweig, adieu l'Europe (Vor der Morgenröte) d'elle-même

## Théâtre
- 2002-2005 : Kriemhild dans Die Nibelungen (avec Mario Adorf, Manfred Zapatka, Dieter Wedel et autres)
- à partir du 1er décembre 2007 : Der Gott des Gemetzels (Le Dieu du carnage) de Yasmina Reza : Veronique Houillé, au Schauspiel Köln le théâtre de Cologne
- 2008 : Das goldene Vlies : Médée, au Schauspiel Köln (avec Carlo Ljubek, Manfred Zapatka et Patrycia Ziolkowska)

## Livre audio
- 2008 : Dem Vergessen entrissen – Eine Hommage an Richard Yates (Schriftsteller). Enregistrement en direct avec Joachim Król et Roger Willemsen. Random House Audio.  (ISBN 978-3866049307).

## Distinctions
En 1992, Maria Schrader est nommée Meilleure jeune actrice au Prix Max Ophüls, reçoit le Bavarian Film Award en 1994 pour Keiner liebt mich, et en 1998 pour son rôle dans Aimée et Jaguar.
Maria Schrader a remporté à plusieurs reprises le Bundesfilmpreis (Prix fédéral du cinéma). Elle a gagné, entre autres, le Filmband in Gold (Ruban d'or du cinéma) pour ses prestations dans les films Keiner liebt mich, Burning Life et Einer meiner ältesten Freunde et celui de Meilleure Actrice pour son rôle dans le film dramatique Aimée et Jaguar qui lui a valu également l'Ours d'Argent au Festival International du Film de Berlin en 1999. La même année, elle a reçu le prix de l'étoile montante européenne (Shootting star) du cinéma allemand.
En 2010, Schrader a remporté, dans la catégorie du meilleur acteur pour Geschichte einer Ehe, d'Andrew Sean Greer, le prix du Livre audio allemand.
Elle reçoit le Primetime Emmy Award de la meilleure réalisation pour une mini-série ou un téléfilm en 2020 pour Unorthodox.